# Караузяцький район
Караузяцький район (до 1959 року — Кара-Узяцький, у 1959—1975 роках не існував; кар. Qarawoʻzyek rayoniʻ; узб. Қораўзак тумани, Qoraoʻzak tumani) — район в Узбекистані, Республіка Каракалпакстан. Розташований у центральній частині республіки. Центр — міське селище Караузяк.
Межує на півночі з Муйнацьким, на сході з Тахтакупирським, на півдні з Бірунійським, на південному заході з Амудар'їнським районами і Нукуським міськхокіміятом, на заході з Нукуським, Кеґейлійським і Чимбайським районами.
Територією району протікають канали Єсим, Коксу, Куванишджарма, Маркозек.
Через район проходять автошляхи Тахтакупир — Чимбай, Караузяк — Халкабад, залізниця Нукус — Міскін.
Населення району становить 35 376 мешканців (перепис 1989), у тому числі міське — 10 656 мешканців, сільське — 24 720 мешканців.
Станом на 1 січня 2011 року до складу району входять 1 міське селище (Караузяк) і 8 сільських сходів громадян.
Сільські сходи громадян:
- Алґабас
- ім. Бердах
- Єсимозек
- Карабуга
- Каракуль
- Караузяк
- Койбак
- Маденіят